# Куробэ, Тэруаки
Тэруаки Куробэ (яп. 黒部 光昭 Куробэ Тэруаки, род. 6 марта 1978 года) — японский футболист.

## Карьера
На протяжении своей футбольной карьеры выступал за клубы «Киото Пёрпл Санга», «Сересо Осака», «Урава Ред Даймондс», «ДЖЕФ Юнайтед Итихара Тиба», «Ависпа Фукуока», «Каталле Тояма».

## Национальная сборная
С 2003 по 2004 год сыграл за национальную сборную Японии 4 матча.

## Статистика за сборную
| Сборная Японии | Сборная Японии | Сборная Японии |
| Год            | Матчи          | Голы           |
| -------------- | -------------- | -------------- |
| 2003           | 3              | 0              |
| 2004           | 1              | 0              |
| Итого          | 4              | 0              |

## Достижения
- Джей-лиги; 2006
- Кубок Императора; 2002, 2006